# Papuavisslare
Papuavisslare (Pachycephala soror) är en fågel i familjen visslare inom ordningen tättingar.

## Utbredning och systematik
Papuavisslare förekommer i bergstrakter på och omkring Nya Guinea och delas in i fem underarter med följande utbredning:
- P. s. soror – Västpapua (Fågelhuvudhalvön)
- P. s. klossi – centrala och östra Nya Guinea
- P. s. bartoni – sydöstra Nya Guinea och Goodenough
- P. s. octogenarii – Nya Guinea (Kumawa Mountains)
- P. s. remota – bergstrakter på Goodenough (D'Entrecasteaux-öarna)

Underarten remota inkluderas ofta i bartoni.

## Status
IUCN kategoriserar arten som livskraftig.